# Heinz Schaufelberger
Heinz Schaufelberger (ur. 19 listopada 1947, zm. 16 lutego 2020) – szwajcarski szachista, mistrz FIDE od 1983 roku.

## Kariera szachowa
W latach 1966–1968 trzykrotnie reprezentował Szwajcarię na mistrzostwach Europy juniorów do 20 lat, najlepszy wynik osiągając na przełomie 1968 i 1969 r. w Groningen, gdzie zajął VI miejsce. W 1969 r. brał udział w rozegranym w Praia da Rocha turnieju strefowym (eliminacji mistrzostw świata), zajmując IX m. w stawce 18 zawodników. W 1971 r. podzielił III m. (za Gedeonem Barczą i Stefano Tatai, wspólnie z Andreasem Dücksteinem) w Birsecku. W 1971 i 1972 r. dwukrotnie zdobył złote medale indywidualnych mistrzostw Szwajcarii.
W 1970, 1972 i 1974 r. trzykrotnie wystąpił na szachowych olimpiadach. Był również reprezentantem Szwajcarii w drużynowych mistrzostwach Europy (1973) oraz w drużynowym turnieju o Puchar Clare Benedict (1970, 1971, 1973).
Najwyższy ranking w karierze osiągnął 1 lipca 1973 r., z wynikiem 2355 punktów zajmował wówczas 6. miejsce wśród szwajcarskich szachistów.